# هاکان کاراهان
هاکان کاراهان (ترکی استانبولی: Hakan Karahan؛ زادهٔ ۱ ژانویهٔ ۱۹۶۰) نویسنده، شاعر، ترانه‌سرا، فیلم‌نامه‌نویس بازیگر و تهیه‌کننده اهل ترکیه است.
از فیلم‌ها یا برنامه‌های تلویزیونی که وی در آن
ایفای نقش کرده است می‌توان به راهزنان در دنیا حکومت نمی‌کنند، زن، سیب ممنوعه و تو در خانه‌ام را بزن اشاره کرد.